# Protrigonia zizanialis
Protrigonia zizanialis là một loài bướm đêm trong họ Crambidae.